# Heartmind
Heartmind es el décimo álbum de estudio por el músico estadounidense Cass McCombs. Fue publicado el 19 de agosto de 2022 a través del sello discográfico ANTI-.

## Grabación
El álbum fue grabado durante un período de varios años, en Brooklyn, Nueva York y Burbank, California, con los productores Shahzad Ismaily, Buddy Ross y Ariel Rechtshaid. Fue mezclado por Rob Schnapf. El álbum incluye contribuciones de Wynonna Judd, Danielle Haim, Joe Russo, las hermanas Chapin y Charles Burnham. En las notas de álbum, McCombs dedicó el disco a la memoria de tres músicos fallecidos: el guitarrista Neal Casal, quien murió en 2019 y fue su compañero de banda en Skiffle Players; Chet “JR” White, productor y bajista de Girls, fallecido en 2020; y Sam Jayne, el compositor de Lync y Love as Laughter, que también murió en 2020.

## Recepción de la crítica
Heartmind recibió reseñas positivas de los críticos. En Metacritic, el álbum obtuvo un puntaje promedio de 85 sobre 100, basado en 12 críticas, lo cual indica “aclamación universal”. Sam Sodomsky, escribiendo para Pitchfork, le otorgó una calificación de 8.1/10 y comentó que el álbum “se siente deliberadamente unificado y cohesivo, compartiendo temas, texturas e hilos musicales en ocho canciones en poco más de 40 minutos”. Nick Hasted de The Arts Desk describió el álbum como “belleza melodiosa y ligeramente desgastada”. Michael James Hall de Under the Radar escribió: “Heartmind es un álbum que exige, y luego corresponde, amor y atención. A veces es evasivo, a menudo ambiguo, siempre sofisticado y nunca menos que convincente. Para aquellos dispuestos a dedicar su tiempo para explorar sus oscuras riquezas, es un placer gratificante aunque elusivo”.
De acuerdo a Marcy Donelson, “McCombs finalmente entrega uno de sus álbumes más pegadizos y edificantes hasta la fecha, mientras toca suficientes estilos musicales, improvisación, melodismo relajado, ganchos ligeros e ingenio para satisfacer a los fanáticos de casi todos sus trabajos anteriores”. Lara de Petal Motel lo comparó con House of Leaves, novela de Mark Z. Danielewski. Thomas Leatham, escribiendo para la revista Far Out, afirmó que el músico “muestra aún más su versatilidad como músico” y que el álbum “ofrece un contraste que nunca nos permite sentirnos cómodos con un solo estilo y, al mismo tiempo, nos reconforta en un viaje a través de las experiencias recientes de McCombs”. Joey Willis de Glide Magazine escribió: “Con solo ocho pistas, Heartmind tiene una longitud perfecta para escuchar varias veces. [...] Cass McCombs ha vuelto a demostrar por qué es uno de los compositores más respetados de su género”.
En Aphoristic Album Reviews, Graham Fyfe declaró: “El trabajo de McCombs no siempre es fácil de aceptar, pero su alcance y profundidad son impresionantes en Heartmind”. Greg Walker de Northern Transmissions lo describió como “hermoso y poderoso, que actúa como una especie de culminación de todo su trabajo hasta la fecha”. Brian Q. Newcomb lo describió como  “música cautivadoramente ingeniosa, digna del tiempo que toma absorber los sabores y tonos únicos de cada pista y experimentar el trabajo en su totalidad”.

## Galardones
| Publicación      | Lista                       | Posición | Ref.   |
| ---------------- | --------------------------- | -------- | ------ |
| Mojo             | Top 75 Albums of 2022       | 42       | [ 27 ] |
| Record Collector | The Best New Albums of 2022 | 22       | [ 28 ] |
| Uncut            | Top 75 Best Albums of 2022  | 25       | [ 29 ] |

## Lista de canciones
Todas las canciones escritas y compuestas por Cass McCombs.
Lado uno
1. «Music Is Blue» – 4:49
2. «Karaoke» – 3:41
3. «New Earth» – 4:11
4. «Unproud Warrior» – 6:33

Lado dos
1. «Krakatau» – 4:58
2. «A Blue, Blue Band» – 5:34
3. «Belong to Heaven» – 4:11
4. «Heartmind» – 8:28